# Шанаева, Елизавета Тамерлановна
Елизаве́та Тамерла́новна Шана́ева (род. 30 мая 2003 года, Брут, Северная Осетия, Россия) — российская фигуристка, выступающая в танцах на льду. В паре с Павлом Дроздом — серебряный призёр чемпионата России (2023) и серебряный призёр финала Гран-при России (2023).
В 2016—2022 годах выступала с Дэвидом Нарижным, с которым была бронзовым призёром чемпионата мира среди юниоров (2020) и бронзовым призёром финала юниорского Гран-при (2019).

## Личная жизнь
Родилась 30 мая 2003 года в селе Брут, Северная Осетия, Россия. Позже семья переехала в Москву. Отец — Тамерлан Эльмуратович Шанаев — по образованию химик-биолог, в детстве занимался боксом, в свободное время лепит скульптуры, занимается резьбой по дереву, пишет картины. Мать — Фатима Эвриковна Кантемирова — финансист, работает на гослужбе. Сестра — Арина Шанаева, преподаватель в РАНХиГС.

## Карьера

### Ранние годы
Начала заниматься фигурным катанием во Владикавказе. В 2005 году переехала в Москву, где тренировалась как одиночница в школе «Синяя птица». Затем занималась в Сокольниках у Людмилы Куликовой. Впоследствии сменила дисциплину, перейдя из одиночного катания в танцы на льду. 2-3 года каталась в танцевальной группе Эдуарда Самохина. На протяжении двух сезонов выступала с Сергеем Семко, вслед за которым перешла в УОР №4. В 2016 году встала в пару с Девидом Нарижным. Их тренировали Ирина Жук и Александр Свинин.
Шанаева и Нарижный заняли первое место на чемпионате Москвы 2017 года.

### Сезон 2018/19
Шанаева и Нарижный дебютировали в серии юниорского Гран-при в сезоне 2018/19. Они выиграли серебряные медали на соревнованиях в Братиславе (Словакия) и заняли 4-е место в Ереване (Армения).
В ноябре 2018 года Шанаева и Нарижный выиграли золотую медаль юниорского турнира Grand Prix of Bratislava, не входящего в серию Гран-при. На чемпионате России среди юниоров 2019 года фигуристы заняли четвёртое место.

### Сезон 2019/20

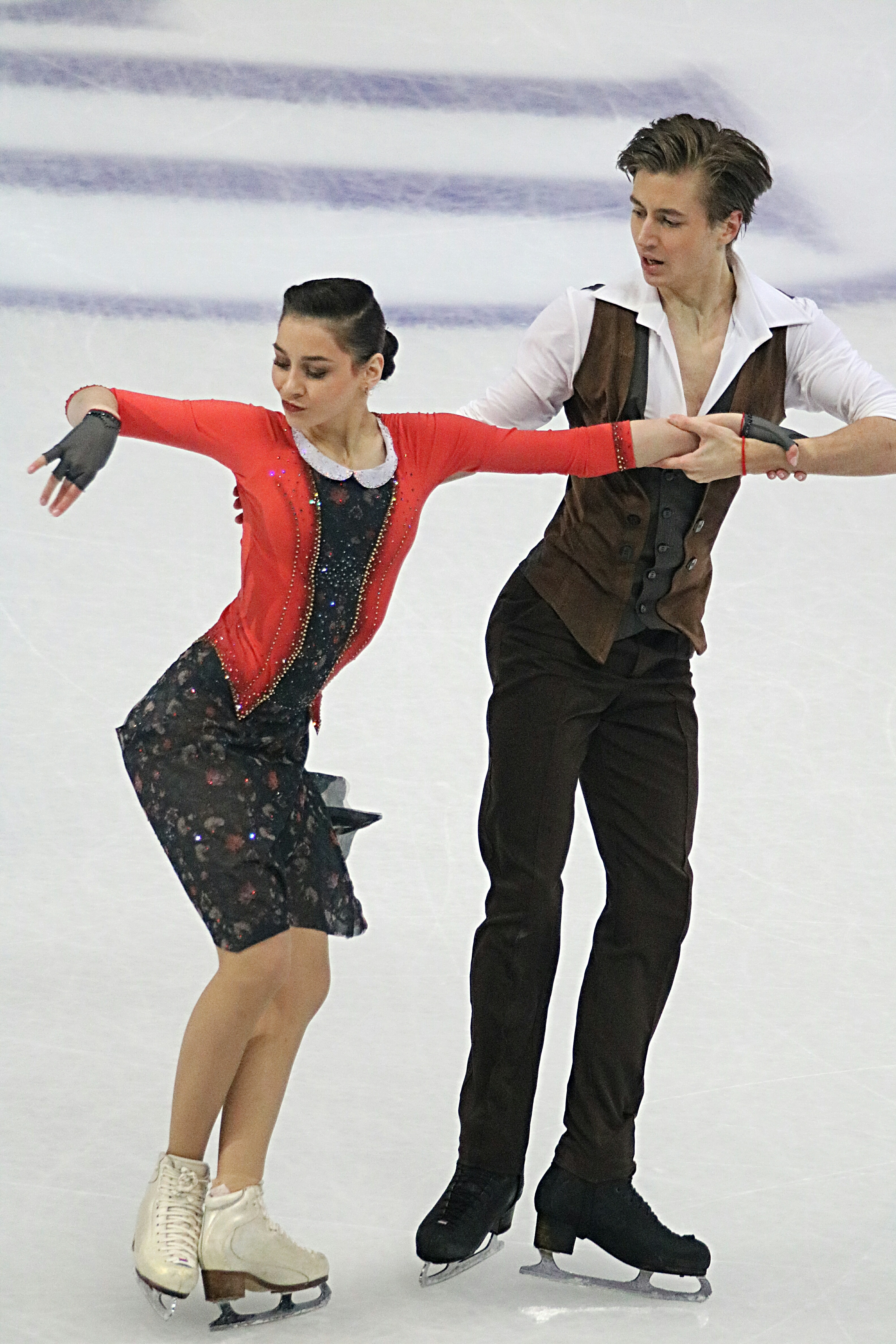
Шанаева и Нарижный в финале юниорского Гран-при 2019/20

В свой второй юниорский сезон Шанаева и Нарижный выиграли свою первую золотую медаль юниорского Гран-при — на этапе в Куршевеле. Через три недели фигуристы выиграли свою вторую золотую медаль на этапе юниорского Гран-при в России, проходившем в Челябинске. Благодаря этим результатам спортсмены квалифицировались в финал юниорского Гран-при 2019/20 в Турине. В финале Шанаева и Нарижный стали третьими как в ритм-танце, так и в произвольном, а также по сумме двух программ. Спортсмены выиграли бронзовые награды соревнований, несмотря на ошибку партнёра на твизле в произвольном танце.
После победы на первенстве России среди юниоров 2020 года в Саранске Шанаева и Нарижный вошли в состав сборной на чемпионате мира среди юниоров 2020 года в Таллине, Эстония. После ритм-танца Елизавета и Девид лидировали, став единственной танцевальной парой на турнире, набравшей за прокат короткой программы больше 70 баллов. Однако по результатам произвольной Шанаева и Нарижный стали третьими, как и третьими по сумме двух прокатов и завоевали итоговую бронзу, как и в финале юниорского Гран-при в Турине.

### Сезон 2020/21
Для юниоров весь сезон ограничился внутренними соревнованиями из-за пандемии коронавируса. Более того, сразу после юниорских контрольных прокатов в августе оба спортсмена заболели COVID-19: сначала Шанаева, а затем Нарижный. Из-за этого они пропустили всю первую половину сезона, выступив лишь на пятом этапе Кубка России в декабре, но были вынуждены отказаться от участия после ритм-танца из-за пищевого отравления Нарижного.
В начале февраля они выступили на чемпионате России среди юниоров 2021 года в Красноярске, заняв третье место в ритм-танце, второе в произвольном танце и второе в общем зачёте.
Шанаева и Нарижный должны были участвовать в финале Кубка России в Москве, но отказались от участия в этих соревнованиях по состоянию здоровья.  17 и 18 апреля они выступили в шоу Этери Тутберидзе «Чемпионы на льду» в Краснодаре и Сочи.

### Сезон 2021/22
После перехода на международный взрослый уровень, Шанаева и Нарижный завоевали бронзовую медаль на турнире Budapest Trophy. Они дебютировали во взрослой серии Гран-при на Skate Canada International 2021, где заняли итоговое девятое место.
В декабре 2022 года Шанаева и Нарижный выступили на своём первом взрослом чемпионате России в Санкт-Петербурге, заняв восьмое место в ритм-танце, пятое в произвольной программе и пятое место в общем зачёте. По итогам этих соревнований пара вошла в расширенный состав сборной России и готовилась в качестве запасных на предолимпийском сборе в Красноярске.

### Сезон 2022/23
В межсезонье Шанаева перешла в группу Александра Жулина, где начала выступать в паре с Павлом Дроздом. Дуэт с самого начала начал показывать высокие результаты, в частности пара выиграла серебряные медали на этапах внутреннего российского Гран-при в Казани и Самаре.
Также фигуристы заняли второе место на чемпионате России и в финале Гран-при России в Санкт-Петербурге.

### Сезон 2023/24
Во второй совместный сезон Шанаева и Дрозд заняли второе место на этапах Гран-при России в Красноярске и Москве. По итогам чемпионата России в Челябинске Елизавета и Павел заняли четвёртое место.
В марте 2024 пара распалась. Шанаева продолжает тренироваться в группе Александра Жулина.

## Программы

### С Павлом Дроздом
| Сезон         | Ритм-танец                                              | Произвольный танец                                                      | Показательные выступления |
| ------------- | ------------------------------------------------------- | ----------------------------------------------------------------------- | ------------------------- |
| 2023-2024 гг. | - Cool Cat и Earth (Queen) - Let’s Groove (Wind & Fire) | - «Can You See Me» (Power-Haus feat. Duomo) - «Bach Aire» (Musica Nuda) |                           |
| 2022–2023 гг. | - Гавана 1957 г by Orishas                              | - Шахерезада (автор: - Римский-Корсаов).                                | Уэнсдей                   |

### С Дэвидом Нарижным
| Сезон         | Ритм-танец                                                                                      | Произвольный танец                                                                        | Показательные выступления             |
| ------------- | ----------------------------------------------------------------------------------------------- | ----------------------------------------------------------------------------------------- | ------------------------------------- |
| 2021–2022 гг. | - Хип-хоп: Capim - Блюз: Legendary - Хип-хоп: Freak (Remix)                                     | - Amaluna                                                                                 | - Umbrella в исполнении Рианны, JAY-Z |
| 2020–2021 гг. | - Фоксрот: Bonnie and Clyde by Фрэнк Уайлдхорн                                                  | - Amaluna                                                                                 | - Umbrella в исполнении Рианны, JAY-Z |
| 2019–2020 гг. | - Фоксрот: Bonnie and Clyde by Фрэнк Уайлдхорн хореограф Ирина Жук                              | - River Бишоп Бриггз хореограф Ирина Жук                                                  | - Come Together в исполнении Gotthard |
| 2018–2019 гг. | - Танго: Tango D’Amor в исполнении Tango Jointz - Танго: María de Buenos Aires Астор Пьяццола   | - Samson and Delilah Камиль Сен-Санс хореограф Ирина Жук                                  |                                       |
|               | Ритм-танец                                                                                      | Произвольный танец                                                                        | Показательные выступления             |
| 2017–2018 гг. | - Dirás Que Estoy Loco by Miguel Angel Muñoz M.A.M. - Pum Pum в исполнении DJ Maurice, Trafassi | - Come Together by Petra Magoni & Ferrucio Spinetti - Come Together в исполнении Gotthard |                                       |
| 2016–2017 гг. | - It Feels So Right Элвис Пресли                                                                | - Шахерезада в исполнении Esquivel                                                        |                                       |

## Результаты
CS: Challenger Series
| Соревнования          | 22/23        | 23/24        |
| Национальные          | Национальные | Национальные |
| --------------------- | ------------ | ------------ |
| Чемпионат России      | 2            | 4            |
| Финал Гран-при России | 2            |              |
| Золотой конёк Москвы  |              | 2            |
| Красноярье            |              | 2            |
| Идель                 | 2            |              |
| Волжский пируэт       | 2            |              |

| Соревнования                | 16/17         | 17/18         | 18/19         | 19/20         | 20/21         | 21/22         |
| Международные               | Международные | Международные | Международные | Международные | Международные | Международные |
| --------------------------- | ------------- | ------------- | ------------- | ------------- | ------------- | ------------- |
| Гран-при Канады             |               |               |               |               |               | 9             |
| CS Warsaw Cup               |               |               |               |               |               | 4             |
| CS Golden Spin              |               |               |               |               |               | 3             |
| Budapest Trophy             |               |               |               |               |               | 3             |
| Международные среди юниоров |               |               |               |               |               |               |
| Чемпионат мира              |               |               |               | 3             |               |               |
| Финал Гран-при              |               |               |               | 3             |               |               |
| Гран-при Франции            |               |               |               | 1             |               |               |
| Гран-при России             |               |               |               | 1             |               |               |
| Гран-при Армении            |               |               | 4             |               |               |               |
| Гран-при Словакии           |               |               | 2             |               |               |               |
| Volvo Open Cup              |               |               | 2             |               |               |               |
| GP Bratislava               |               |               | 1             |               |               |               |
| Santa Claus Cup             |               | 1             |               |               |               |               |
| Ice Star                    | 9             |               |               |               |               |               |
| Национальные                |               |               |               |               |               |               |
| Чемпионат России            |               |               |               |               |               | 5             |
| Первенство России           |               | 12            | 4             | 1             | 2             |               |